# Enrica Calabresi
Enríca Calabrési (10 de noviembre de 1891, Ferrara – 20 de enero de 1944) fue una zoóloga italiana, herpetóloga, y entomóloga. Su familia era parte de la comunidad judía, jugando una función importante en Ferrara, continuamente desde la Edad Media.
Enrica se graduó por la Universidad de Florencia en ciencias naturales el 1 de julio de 1914, con una tesis sobre el erizo, Sul comportamento del condrioma nel páncreas e nelle ghiandole salivari del riccio durante il letargo invernale e l'attività estiva. Desde febrero de 1914, antes de graduarse, fue asistente en el Gabinete de Zoología y Anatomía Comparativa de Vertebrados en la Universidad de Florencia. En 1924 obtiene un diploma de enseñanza y enseñó en la misma universidad. En los años académicos 1936-37 y 1937-38 tuvo la silla de Entomología Agrícola en la Facultad de Agricultura de la Universidad de Pisa. Fue secretaria de la iSociedad Entomológica Italiana de 1918 a 1921. 
El 14 de diciembre de 1938, fue declarada no calificada para enseñar en universidades estatales debido a su raza. 
De 1939 a 1943, enseñó ciencias en la Escuela judía de Florencia. En enero de 1944, fue arrestada y llevada al Santuario di Santa Verdiana, un antiguo convento convertido en prisión. Sabía que serían deportados al campo de concentración de Auschwitz. Se escapó de ese terrible destino ingiriendo un veneno que siempre llevaba consigo, suicidándose.

## Investigaciones
- En Entomología  trabajó en Hoplopistiini, Arrhenodini y el genus Stratiorrhina.
- En Herpetología  trabajó en Amphibia y Reptilia africanos y en la especie europea Vipera aspis.
- En Zoología de Invertebrado trabajó en historia de vida de Ceriantharia del Mar Rojo.

## Honores
- El Municipio de Pisa, a petición de la Universidad, nombró Enrica Calabresi la calle donde se encuentra el nuevo sitio del Archivo en la localidad de Montacchiello.
- El Municipio de Ferrara nombró, en 2011, a una calle. Su vida fue contada en el libro "Un nombre" de Paul Ciampi y en la obra "Un nombre en el viento".